# مسجد علي باشا حكيم أوغلو

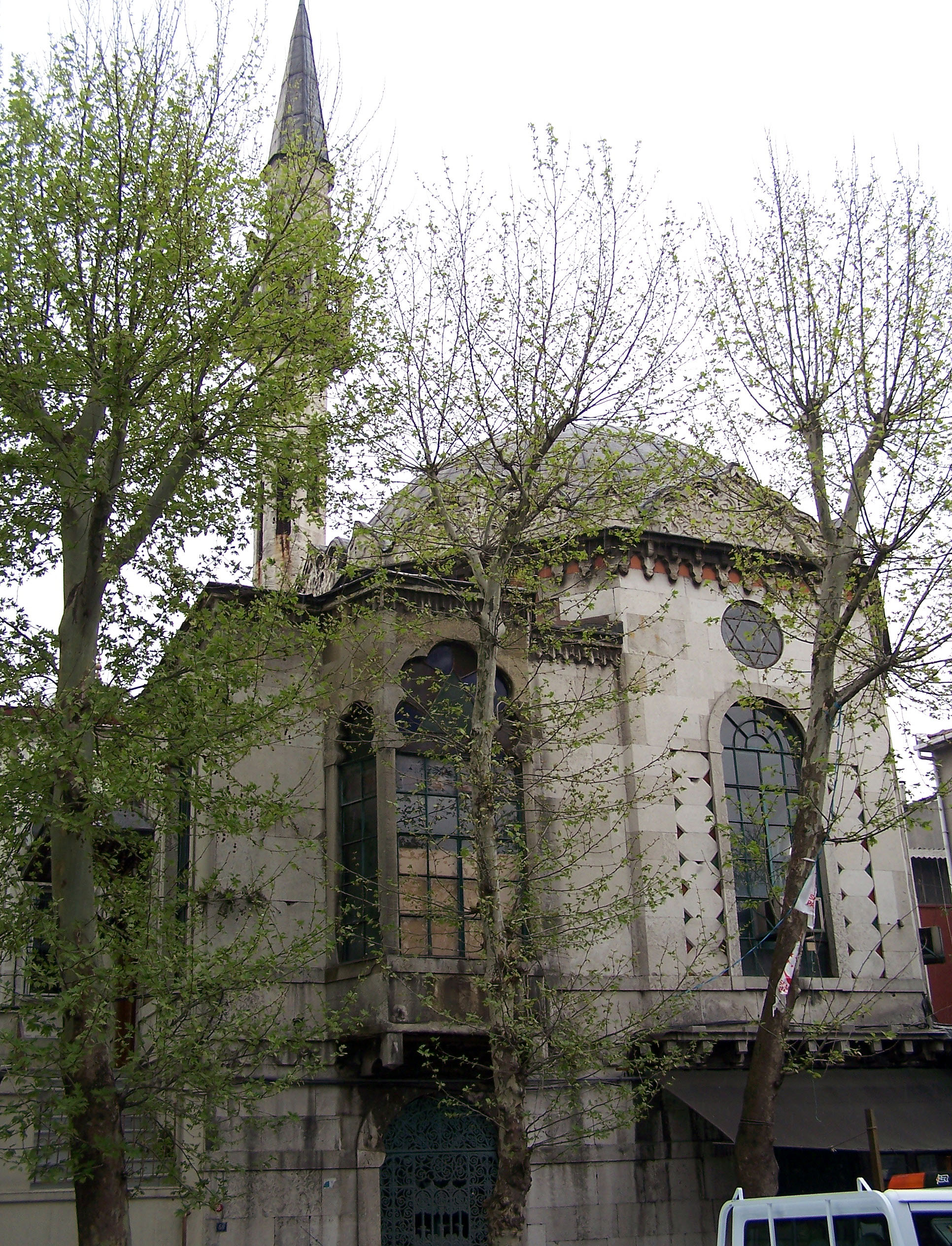
مسجد علي باشا حكيم أوغلو

مسجد علي باشا حكيم أوغلو تم بناءه بين 1734-1735 في حي الفاتح في اسطنبول على يد علي باشا حكيم أوغلو، الذي ولد في اسطنبول في عام 1689. ويعتبر العمل الأخير من العمارة التركية الكلاسيكية بالإضافة إلى الكلية (Külliye). مهندسو المسجد هم كوادر عمر آغا وحاسي مصطفى آغا.

## ميزات معمارية
يتألف المسجد من الخانقاه والشاذروان ومكتبة ونافورة.